# MTRNR2L7
MTRNR2L7 (англ. MT-RNR2-like 7) – білок, який кодується однойменним геном, розташованим у людей на 10-й хромосомі. Довжина поліпептидного ланцюга білка становить 24 амінокислот, а молекулярна маса — 2 647.
| MATGGFGCLL |  | LLIREIDLSV |  | KRQI |

A: Аланін

C: Цистеїн

D: Аспарагінова кислота

E: Глутамінова кислота

F: Фенілаланін

G: Гліцин

I: Ізолейцин

K: Лізин

L: Лейцин

M: Метіонін

Q: Глутамін

R: Аргінін

S: Серин

T: Треонін

Локалізований у цитоплазмі.
Також секретований назовні.